# دیک بلک
ریچارد هیدن بلک (Richard Hayden Black) (متولد ۱۵ مه ۱۹۴۴)، سیاستمدار آمریکایی است. وی که عضو حزب جمهوری‌خواه بود از سال ۲۰۱۲ تا سال ۲۰۲۰،‏ به‌عنوان نماینده حوزهٔ انتخابیهٔ سیزدهم که بخش‌هایی از شهرستان‌های لادن و پرنس ویلیامز را در بر می‌گیرد، در مجلس سنای ایالتی ویرجینیا خدمت کرد. بلک قبلاً از سال ۱۹۹۸ تا سال ۲۰۰۶ عضو مجلس نمایندگان ویرجینیا بود. بلک اعلام کرد که در انتخابات سال ۲۰۱۹ کاندید نمی‌کند در عوض در پایان دورهٔ خدمت خود کناره‌گیری خواهد کرد.

## اوایل زندگی
بلک فرزند میانه از سه فرزند خانواده در سال ۱۹۴۴ درشمال ایالت ویرجینیا متولد شد و در میامی بزرگ شد. پدرش نمایندهٔ سازمان خدمات درآمد داخلی آمریکا (IRS) بود که به تحقیق جرایم سازمان‌یافته کمک می‌کرد. بلک برای بار نخست در خزنده‌سرا میامی کار می‌کرد و مارهای کبرا، مار افعی و سایر انواع مارهای زهری را وارد و آن‌ها را برای انتقال به باغ‌های وحش در سراسر دنیا آماده می‌کرد. در سال ۱۹۶۲ از دبیرستان فارغ شد و پیش از نام‌نویسی در سپاه تفنگداران دریایی، مدت یکسال در دانشگاه میامی تحصیل کرد. پس از تکمیل خدمت نظامی در جنگ ویتنام، به مدرسه برگشت و مدرک کارشناسی حسابداری BSBA را در سال ۱۹۷۳ و دکتری حقوق را در سال ۱۹۷۶ از دانشگاه فلوریدا بدست آورد.

## حرفه نظامی
بلک یک افسر نظامی حرفه‌ای بود. بلک هم در سپاه تفنگدار دریایی و هم در سپاه دادگاه نظامی کل ارتش ایالات متحده خدمت کرد. بلک مجموعاً ۳۱ سال به عنوان سرباز فعال و احتیاط خدمت کرد و از درجهٔ سرباز وظیفه یا صفر به سرهنگ تمام ارتقا یافت. وی فارغ‌التحصیل کالج جنگ ایالات متحده، کالج فرماندهی و ستاد کل و مدرسه پرواز هوانوردی دریایی، است.
بلک در سال ۱۹۶۳ در ۱۹ سالگی در سپاه تفنگداران دریایی نام‌نویسی کرد. به‌عنوان سرباز یکم از مرکز نظامی پاریس آیسلند فارغ شد و وارد برنامه آموزشی خلبانی کادوت پرواز در پایگاه هوایی پنسکوولا شد. در سال ۱۹۶۵ به‌عنوان ستوان دوم گماشته شد.

### ویتنام
در جریان جنگ ویتنام، بلک به‌عنوان خلبان در سپاه تفنگداران دریایی ایالات متحده، به دریافت مدال شجاعت پرپل هارت مفتخر گردید. بلک ۲۶۹ مأموریت جنگی را با هلیکوپتر HMM-362 انجام داد که در خارج از استان کی‌ها ویتنام عملیات می‌کرد. از ۱۱ فوریه تا ۱۷ ژوئن سال ۱۹۶۷، به عنوان کنترلر پیشرفته هوایی در هنگ اول دریایی خدمت کرد و ۷۰ گشت هوایی رزمی را در جنگل انجام داد. در ماه آوریل سال ۱۹۶۷، در نبرد شدید در اطراف نئو لوک سن شرکت کرد. در هنگام خدمت به عنوان کنترلر پیشرفته هوایی در گردان دوم در هنگ نخست سپاه دریایی، مدال تقدیر با نشان «V» برای شجاعت را دریافت کرد. ستوان بلک برای پیوستن به شرکت فاکس در هنگ نخست سپاه دریایی که خط‌الرأس را در نئو لوک سن، یک پاسگاه خطرناک و دور افتاده در درهٔ کئو سن را نگهداری می‌کرد، داوطلب شد.

## حرفهٔ سیاسی
بلک برای نخستین بار منصب انتخابی را در هیئت کتاب‌خانه شهرستان لادن به‌عهده داشت، در این کتابخانه بلک سیاست را طرح کرد که منجر به مسدود سازی هرزه‌نگاری روی کمپوترهای کتابخانه شد. این سیاست در سطح ملی مورد توجه قرار گرفت و اقدام قانونی متمم اول قانون اساسی ایالات متحده این سیاست را لغو کرد.
دادگاه عالی ایالات متحده در سال ۲۰۰۳ در پروندهٔ ایالات متحده علیه انجمن کتابخانه‌های آمریکا حکم صادر نمود که استفاده از نرم‌افزار فیلترینگ اینترنتی، حقوق مراجعین کتابخانه را طبق متمم اول قانون اساسی ایالات متحده نقض نمی‌نماید. امروزه کتابخانه‌های عامهٔ شهرستان لادن حاوی فیلترهای اینترنتی هستند اما بزرگسالان اجازه دارند آن را خاموش نمایند به شرط این‌که موافقت‌نامه استفاده از اینترنت توسط بزرگسالان LCPL را به‌منظور ثبت نام برای استفاده از اینترنت بخوانند و امضا کنند و با انجام این کار موافقت خود را به پیروی از رهنمودها و دستورالعمل‌های کتابخانه مبنی بر ممنوعیت تماشای مطالب هرزه، اعلام نمایند.

### مجلس نمایندگان ویرجینیا
بلک برای نخستین بار در یک انتخابات ویژه در سال ۱۹۹۸ در مجلس نمایندگان ویرجینیا انتخاب شد و جانشین بیل میمز، نمایندهٔ جمهوری‌خواه که در مجلس سنا ویرجینیا انتخاب شده بود، شد. بلک چند ماه پس از ادای سوگند، از هیئت کتابخانه استعفا داد. بلک که یک نمایندهٔ «شدیداً محافظه‌کار» بود، به‌خاطر اظهارات بحث‌برانگیز خود به شهرت رسیده بود.
بلک در سال ۲۰۰۱ لایحه‌ای را طرح کرد که نصب فیلترهای اینترنتی بر روی کامپیوترهای مدارس دولتی را الزامی می‌ساخت. این لایحه با اکثریت آرا هم در مجلس نمایندگان و هم در مجلس سنا تصویب شد و در ماه مارس سال ۲۰۰۱ به قانون تبدیل شد.
در جریان اجلاس تقنینیه سال ۲۰۰۱، بلک به کار روی یک تعداد از لوایح مربوط به سقط جنین پرداخت. در ماه فوریه سال ۲۰۰۱، در طرح لایحه‌ای برای تعیین دورهٔ انتظار «رضایت آگاهانه» ۲۴ ساعته برای زنانی که خواهان سقط جنین بودند، تشریک مساعی کرد. طبق این لایحه درمانگاه‌ها و بیمارستان‌ها باید به زنانی که خواهان سقط جنین هستند، سن تقریبی جنینی، جزئیات روند سقط جنین و سایر موارد گزینه‌های موجود را به وی بگوید. این لایحه سرانجام تصویب و به قانون تبدیل شد.
به همین‌گونه در اجلاس تقنینیه سال ۲۰۰۱، بلک با لایحهٔ مجوز توزیع قرص ضدبارداری اضطراری در داروخانه‌ها، مخالفت ورزید. مخالفین این لایحه گفتند: برخلاف قرص‌های ضدبارداری عادی که از القاح تخمک جلوگیری می‌نماید، این نوع از قرص‌های اضطراری ضدبارداری می‌تواند به‌عنوان عامل سقط جنین عمل نمایند و از چسبیدن تخمک بارور شده به دیوار رحم جلوگیری نمایند. بلک گفت: این یک آفت کش بچه است که ما به آن تماشا می‌کنیم. اگر چه این لایحه به قانون تبدیل نشد، اما قرص ضدبارداری اضطراری را می‌توان در ویرجینیا از داروخانه‌ها بدون نسخه توسط افراد ۱۷ ساله یا بالاتر از آن با داشتن نسخه برای افراد ۱۶ و خورد تر از آن خریداری کرد و یک برند بدون نسخه این قرص‌ها برای افراد در هر سنی بدون آی دی قابل دسترس است.